# Paul Hagenmuller
Paul Hagenmuller, né le 3 août 1921 à Wiesbaden (Province de Hesse-Nassau, Empire allemand) et mort le 7 janvier 2017 à Gradignan, est un chimiste français. Il est considéré comme le père de la chimie du solide en France et à la tête d'une école à l'université de Bordeaux.

## Biographie

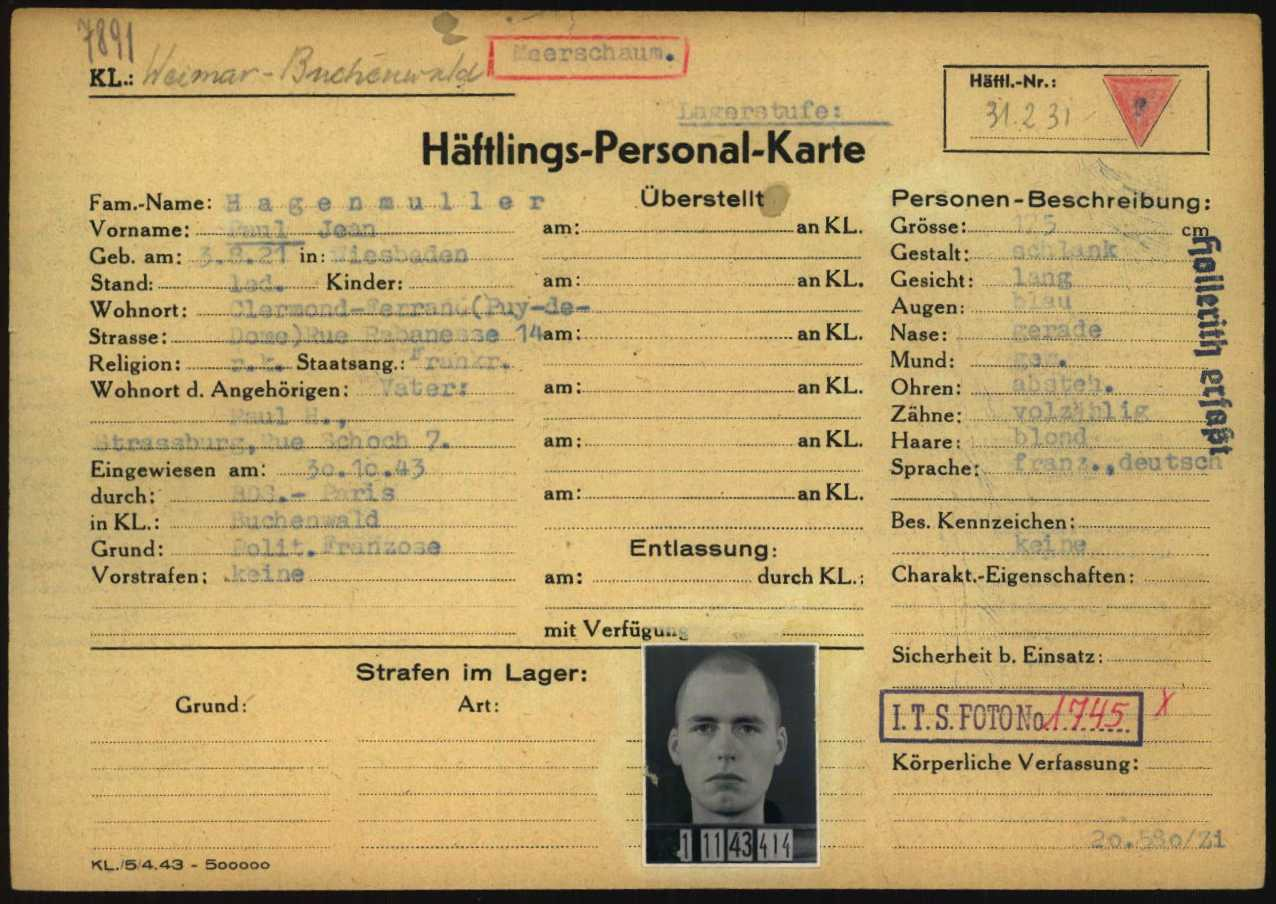
Carte personelle de Paul Hagenmuller, produit en octobre 1943 à l'arrivée de Lobstein au camp de concentration de Buchenwald. Original en possession des Arolsen Archives, International Center on Nazi Persecution

Paul Hagenmuller commence ses études en 1939 à l'université de Strasbourg à Strasbourg puis à Clermont-Ferrand où elle repliée pendant l'occupation. Engagé dans la Résistance, il est déporté à Buchenwald puis à Dora (1943-1945).

## Seconde Guerre mondiale et Résistance

### Arrestation
Au debut 1943, Hagenmuller rejoint l’Armée secrète et la formation préparatoire à la Brigade indépendante Alsace-Lorraine. Après que deux agents de la Gestapo (SiPo-SD) ont été abattus au domicile du professeur au lycée Blaise-Pascal, Jean-Michel Flandin, les occupants allemands ont effectué une rafle le 24 juin 1943 dans le foyer Gallia de l'Université de Strasbourg. Ils ont arrêté 36 étudiants alsaciens et lorrains, dont l'étudiant en chimie, Paul Hagenmuller.

### Dans les camps de concentration
Hagenmuller a été emmené avec ses camarades à la caserne du 92e régiment d'infanterie, où ils ont été divisés en deux groupes , les aryens et les juifs . Le lendemain (26 juin), ils ont été transportés à la prison de La Mal Coiffée à Moulins. Le 18 juillet les Juifs sont transférés au Camp de Drancy, les « Aryens » au camp de Compiègne.
En 1947, Hagenmuller a décrit son expérience à Compiègne : « À part quelques corvées, on ne travaille pas. Les coups sont plus rares qu'en prison. Les livres de la Croix-Rouge et les paquets sont autorisés ». Il est déporté au camp de concentration de Buchenwald par le convoi du 28 octobre. Arrivée au KZ Buchenwald le 30 octobre 1943 et attribué au Block 26 il reçoit le numéro d'enregistrement 31231.
En 29 octobre 1944, il est transféré vers le Camp de concentration de Dora. Le 4 avril 1945, Hagenmuller embarque un convoi ferroviaire. « Le voyage dura six jours. Six jours pendant lesquels nous ne touchâmes rigoureusement aucun ravitaillement. Il nous fut même interdit de puiser dans un silo de betteraves que nous avions trouvé près de la voie ferrée lors d'un arrêt. Nous n'avions à nous mettre sous la dent que l'herbe et les racines que nous broutions à chaque halte. Nous étions cent par wagon, debout ou recroquevillés sur nous-mêmes. Dans mon wagon, la moitié étaient Français ». Le 10 avril 1945, le convoi est arrivé au camp de concentration de Bergen-Belsen, où Hagenmuller a été libéré trois jours plus tard par les troupes britanniques. Il est rapatrié le 29 avril 1945 en France, via Bruxelles.
« Malgré ses années de déportation et de souffrances, Paul Hagenmuller fut dès le début un partisan convaincu de la nécessité d’un rapprochement scientifique francoallemand »

## Après la guerre
De 1954 à 1956, il enseigne au Viêt Nam (Hanoï puis Saïgon). En novembre 1956, il est nommé maître de conférences à la faculté des sciences de Rennes,.
En 1960, il quitte pour Bordeaux où il effectuera la suite de sa carrière et marquera l'histoire de la chimie des solides. Son laboratoire devient laboratoire associé du CNRS en 1966, puis laboratoire propre du CNRS en 1974. À partir du choc pétrolier de 1974, les recherches sont davantage orientées vers les caractérisations physico-chimiques de matériaux utilisables pour les économies d'énergie, le stockage d'énergie et l'énergie solaire. Des électrolytes solides sont étudiés comme un hydrure de magnésium et un fluorure double de plomb. Les collaborations avec les industriels deviennent plus importantes à partir de 1982, notamment avec la SNECMA.
Paul Hagenmuller est co-titulaire d'environ 40 brevets. Il est à la fin de sa carrière membre étranger du comité consultatif d'IBM Research.
Il meurt le 7 janvier 2017.

## Publications

### Publications scientifiques
Il est l'auteur ou le co-auteur d'un grand nombre de publications scientifiques, avec un indice h = 89.

### Ouvrages non scientifiques
- De l'Université aux camps de concentration : Témoignages strasbourgeois, Les Belles Lettres, 1re éd., 1947 (participation à un ouvrage collectif) : La Rafle du 25 juin 1943.

## Appartenance à des sociétés savantes
- Membre des Académies des sciences de Göttingen et de Berlin, de Pologne, de Bulgarie, du Brésil, de Russie et de Suède, membre de l'Académie des sciences allemande Leopoldina, de l'Académie internationale de la céramique, de l'Academia Europaea, de l'Académie des sciences du Tiers monde, et des deux Académies des sciences indiennes (Académie indienne des sciences et Indian National Science Academy (en))[14].
- Professeur honoraire auprès de l'Académie chinoise des sciences.

## Distinctions
- Lauréat de l'Académie des sciences (1965)
- Médaille d'or de la Société chimique de la RFA (de), prix franco-allemand de la fondation Alexander-von-Humboldt, médaille von Hofmann de la Société des chimistes allemands (de) (RFA)
- Prix international de la Fondation de la maison de la Chimie
- Prix international Henri Moissan de chimie du fluor
- Docteur honoris causa de l'université d'Iéna
- Docteur honoris causa de l'École polytechnique de Gdańsk en 1985[15]
- Docteur honoris causa de l'École des mines et de la métallurgie de Cracovie[16] en 1989
- Docteur honoris causa de l'université de technologie de Canton
- Médaille d'or de l'Académie tchécoslovaque des sciences (ČSAV)

## Décorations
- Commandeur de la Légion d'honneur
- Croix de guerre 1939–1945 avec étoile de vermeil